# Point de côté
La douleur abdominale transitoire liée à l'effort, également appelée « point de côté » ou « pointe de côté », est une douleur abdominale aiguë apparaissant sur le côté du corps (généralement en dessous des côtes, à droite et légèrement à l'arrière) et qui survient généralement pendant un effort physique.

## Causes
Les causes exactes du point de côté ne sont pas encore connues à ce jour. Les deux principales hypothèses sont les suivantes :
- crampe musculaire du diaphragme, due à un défaut d'oxygénation lors de l'exercice physique ;
- douleur liée à la traction exercée, pendant l'exercice physique, par les organes abdominaux (foie, estomac, rate) sur les ligaments qui les lient au diaphragme.

Mais d'autres hypothèses ont aussi été avancées :
- irritation de la plèvre[4] ;
- douleurs musculaires liées à la diminution de l'oxygénation des muscles en faveur du système digestif après un repas[5] ;
- douleurs de la rate (à gauche) ou du foie (à droite) liées à une surcharge sanguine ;
- pression des gaz issus de la fermentation dans le tube digestif[6] ;
- une dernière hypothèse serait un décalage temporel dans la réaction de vasodilatation face à l'effort entre le système artériel plus rapide et le système veineux plus lent duquel résulterait un engorgement sanguin des organes tels que le foie ou la rate.

## Comment l'éviter?
Un point de côté peut se faire ressentir lorsque l'on respire mal, souvent lors d'une course. Afin de l'éviter, il suffit de contrôler sa respiration lors d'un exercice physique, en inspirant et expirant régulièrement ; par exemple, lors d'une course, inspirer durant deux pas et expirer durant deux pas. Cela évitera non seulement les points de côté, mais aussi les crampes, essoufflements[réf. nécessaire], etc.
Pour le faire passer, il suffit de respirer plus lentement en gonflant le thorax, et en relâchant le bas-ventre le plus possible. De cette façon, le point de côté passe au bout de deux ou trois minutes.
Autre technique beaucoup plus rapide : se pencher en avant en soufflant tout l'air de ses poumons.
Autre technique psychosomatique, employée dans plusieurs établissements scolaires par les enseignants en sport : en course de fond, particulièrement avec les enfants, dès le début de la course, placer un caillou dans l'une de ses mains. Aucun effet physiologique n’étant identifié ici, il est très probable qu’il s’agisse d'un effet placebo.